# Rue Louise-Michel (Aulnay-sous-Bois)
 (décembre 2020).
Si vous disposez d'ouvrages ou d'articles de référence ou si vous connaissez des sites web de qualité traitant du thème abordé ici, merci de compléter l'article en donnant les références utiles à sa vérifiabilité et en les liant à la section « Notes et références ».
Pour les articles homonymes, voir Rue Louise-Michel.
La rue Louise-Michel est une voie située à Aulnay-sous-Bois.

## Situation et accès
Cette rue est située à proximité de la gare d'Aulnay-sous-Bois.
Orientée ouest-est, elle commence son tracé dans le prolongement du boulevard du Général-Gallieni, à l'intersection de l'avenue Jeanne-d'Arc. À cet endroit, une passerelle permet de franchir la voie ferrée et d'atteindre la rue du 11-Novembre. Elle traverse ensuite le carrefour de l'avenue du Clocher pour se terminer au croisement de l'avenue de la Croix-Blanche et de la rue Jules-Vallès.

## Origine du nom

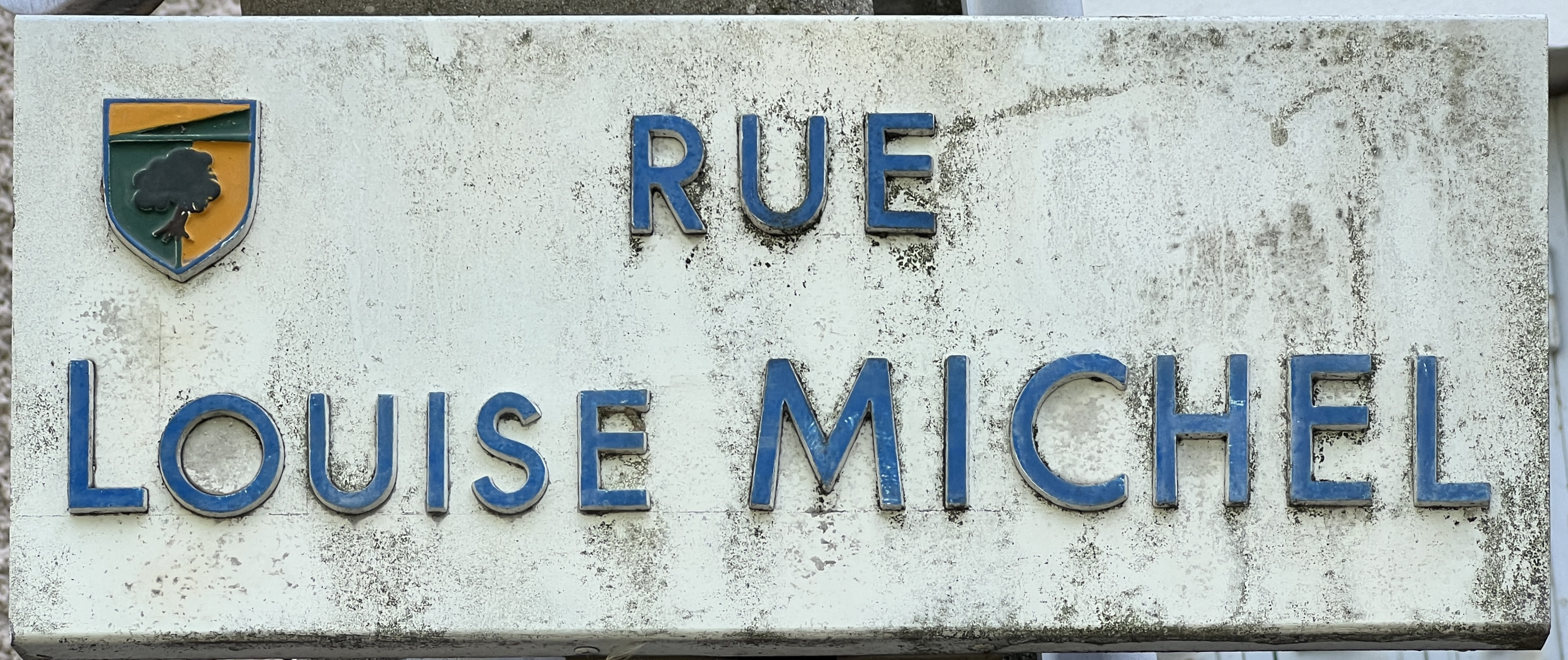
Plaque de la rue.

Cette rue rend hommage à Louise Michel (1830-1905), figure majeure de la Commune de Paris de 1871.

## Historique

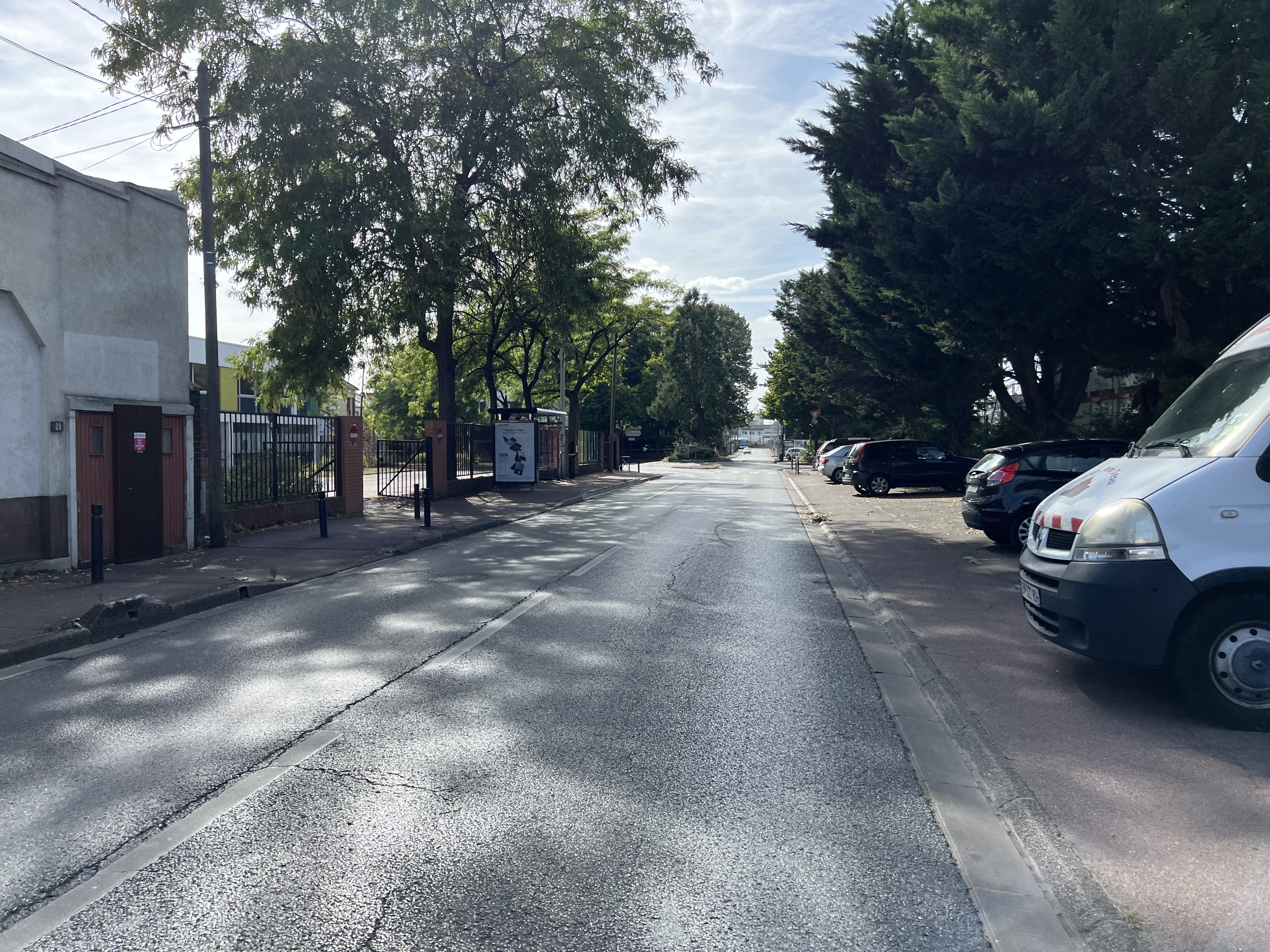
La rue en août 2022.

La rue Louise-Michel fait partie de l'ancien « chemin des Haricotiers », tracé sinueux qui allait de Saint-Denis, Le Bourget par le « chemin de la Salle des Frênes », puis Le Blanc-Mesnil,, Aulnay-sous-Bois jusqu'à l'abbaye Notre-Dame de Livry, et à partir de 1877 à Clichy-sous-Bois, où il devient l'avenue Charles-Floquet.
La création officielle de cette rue est consécutive à l'ouverture de la ligne de La Plaine à Hirson et Anor à partir de 1860 par la Compagnie des chemins de fer du Nord, et à la création de la gare en 1875. Elle est alors appelée « avenue de Soissons », et marque la limite nord de ce qui fut le lotissement du Parc, créé en 1882 par l'acquisition d'une partie de la forêt de Bondy auprès de la famille d’Orléans, afin d'y créer des villégiatures.

## Bâtiments remarquables et lieux de mémoire
- Église Protestante Réformée de France.
- Espace Alverino[10],[11].